# جاذبه‌های گردشگری استان زنجان
فهرست آثار تاریخی و طبیعی استان زنجان (تپه‌ها، محوطه‌ها و گورستان‌ها) که در فهرست آثار ملی ایران به ثبت رسیده‌اند:شهرستان خدابنده همان مرکزاستان قلتوق است 

نقشه سیاسی استان زنجان

## آثار باستانی
- مردان نمکی

## بناهای تاریخی
- گنبد سلطانیه
- بازار زنجان
- دژمنده (ایجرود)
- معبد داش‌کسن
- کارخانه کبریت‌سازی سه ستاره زنجان (کارخانه کبریت سازی)
- عمارت دارائی
- عمارت ذوالفقاری
- گنبد خوئین (به ترکی آذربایجانی: کمبز)
- بنای تاریخی چلبی اوغلی
- مسجد جامع سجاس مربوط به دوران سلجوقیان
- مقبره قیدار نبی ، باز سازی دوره ایلخانی

### آب انبارها
- آب انبار رختشویخانه
- آب انبار عباس قلی خان
- آب انبار حاج میربهاالدین
- آب انبار حاج لطف‌الله
- آب انبار مسجد یری بالا
- آب انبار مسجد یری پایین[۱]

### کاروانسراها
کاروانسراها به دو دسته کلی تقسیم می‌شدند: ۱- کاروانسراهای برون‌شهری ۲- کاروانسراهای درون‌شهری
و کاروانسراهای درون‌شهری معمولاً یا داخل بازار بودند یا در خیابان‌های اطراف بازار
- کاروانسرای سنگی (از کاروانسراهای درون‌شهری)
- سرای ملک(از کاروانسراهای داخل بازار)
- سرای فغفوری(از کاروانسراهای داخل بازار)
- سرای حاج ابراهیم(از کاروانسراهای داخل بازار)
- سرای ناصری(از کاروانسراهای داخل بازار)
- کاروانسرای نیک‌پی (از کاروانسراهای برون‌شهری)
- سرای حاج شامی بالا (از کاروانسراهای داخل بازار)
- سرای حاج کلبعلی(از کاروانسراهای داخل بازار)[۲]
- کاروانسرای دخان (از کاروانسراهای درون‌شهری)

### پل‌ها
- پل میر بهاءالدین
- پل سردار
- تخته کورپ و خرمدره
- پل حاج سید محمد
- پل و قلعه قشلاق[۳]

### خانه‌های تاریخی
- عمارت ذوالفقاری
- بنای توفیقی
- خانه شیخ السلامی
- خانه و باغ معین
- خانه اسعدی
- بنای خدیوی[۴]

### تپه‌ها و آرامستان‌های تاریخی
- تپه آرغاجی
- تپه قوش خانه
- تپه سپید
- تپه ده‌باشی
- تپه کلک‌لی
- تپه گوگجه قیا
- تپه‌های دوتپه
- تپه گورستان ارمغانخانه
- تپه گورستان پل آقاج
- تپه گورستان ارقین
- تپه گورستان اربابی
- تپه قلعه چارخ‌آباد
- تپه گورستان کهنه
- تپه قلعه چارخ‌آباد
- تپه باغلوجه آقا
- تپه گنگک
- تپه حاجی پیر
- تپه داش گل تپه سی
- تپه برج اوستی
- تپه قدیمی ریحان
- تپه قلعه باشیز
- تپه چای قبری
- تپه کاروانسرا گل تپه
- گورستان ساری تپه
- تپه گورستان شیخ حسن
- آرامگاه سید ابوالقاسم مجتهد میرزایی
- آرامگاه مجتهدی
- تپه گورستان نوهل
- تپه گلیک چای
- حمام تپه کوچک
- محوطه مراد دره سی
- محوطه علی بلاغ
- محوطه قوی بلاغی
- محوطه درمان قاباغی
- محوطه گلیک بوین
- تپه حمام بزرگ
- تپه آقلی داش
- تپه قلعه آق کند
- محوطه کمالی دوزوی
- گرگان تپه آق کند
- تپه چهل بلاغ کوچک
- تپه سلطان بلاغی
- تپه قوچی کندی

### گرمابه‌ها
- حمام فاضلی (واقع در خیابان خواجه نصیرالدین)
- حمام حاج ابراهیم
- حمام حاج داداش
- حمام حسینیه اعظم
- حمام حاج فیروز
- حمام سالارسلطانیه
- حمام فراش باشی
- حمام قوشا
- حمام یایان
- حمام میرلی[۵]
- حمام دلشاد

حمام تاریخی زرین رود

### قلعه‌ها
- برج و بارو زنجان
- قلعه بهستان
- قلعه تشویر
- قلعه پیرقشلاق
- قلعه قلتوق
- قلعه هورگی
- قلعه سعیدآباد
- قلعه سهرین
- قلعه مهر
- تپه تورپاق قلعه ارمغانخانه
- تپه قلعه (ضیاآباد)
- تپه قلعه ۱
- تپه قلعه ۲
- تپه قلعه آق کند
- تپه قلعه باشیز
- تپه قلعه تپه سی
- تپه قلعه چارخ‌آباد
- تپه قلعه قرخ قز
- تپه قلعه قره تپه
- تپه قلعه قندر قالو
- تپه قلعه گاور قبر
- قزلار قلعه سی
- قلعه سهرین
- قلعه قلتوق
- یاستی قلعه[۶]

### چهارطاقی‌ها (آتشکده)
- چهارطاقی الزین
- چهارطاقی تشویر
- چهارطاقی گیلوان
- چهارطاقی پیرچم
- چهارطاقی گیلانکشه

## اماکن زیارتی

### امامزاده‌ها
- امامزاده سید ابراهیم (ع)
- بقعه قیدار نبی (ع) شهرستان خدابنده شهر قیدار
- امامزاده زیدالکبیر
- امامزاده کهریز سلطانیه
- امامزاده قهار دوتپه
- امامزاده ابراهیم (سلطانیه)
- امامزاده حیدر (گیلوان)
- امام زاده عبدالله (صومعه بر)
- امام زاده محمد باقر کله سیران طارم
- امام زاده محمد ماهوری
- امام زاده یحیی صائین قلعه
- مقبره امام زاده اسماعیل شناط
- امامزاده عبدالخیر
- امام زاده محمد تقی
- امام زاده یعقوب صائین قلعه
- امام زاده عبدالله(کرسف)
- امام زاده مریم(کرسف)

### مساجد تاریخی

#### شهرستان زنجان
- مسجد جامع زنجان
- حسینیه اعظم زنجان
- زینبیه اعظم زنجان
- مسجد چهل ستون
- مسجد خانم
- مسجد آقا سید فتح‌الله
- مسجد عباسقلی خان
- مسجد آقا کاظم
- مسجد یری بالا
- مسجد ولیعصر (ملا)
- مسجد میرزایی قائمی
- مسجد میرزائی نجفی
- مسجد شیخ علی
- مسجد اسحق میرزا
- مسجد شیخ فیاض
- مسجد دمیریه

#### شهرستان ابهر
- مسجد جامع ابهر
- مسجد جامع قروه
- مدرسه علمیه هیدج

#### شهرستان ایجرود
- مسجد جامع گلابر

#### شهرستان خدابنده
- مسجد جامع سجاس
- مسجد جامع خدابنده
- بقعه قیدار نبی
- مسجد امام محمد باقر(ع)
- حسینیه تاریخی کرسف که توسط ملاقلی‌شیرازی و حدودا۴۰۰ سال پیش ساخته شد